# Baiyoke Tower II
De Baiyoke Tower II is het hoogste hotel (met mast) van Zuidoost-Azië en bevindt zich in Bangkok, Thailand.
Het gebouw is 309 meter hoog (met mast 328 m) en heeft 84 verdiepingen. Het gebouw bestaat uit 673 hotelkamers en heeft een publiek observatiedek op de 77ste verdieping. Op de 84ste verdieping bevindt zich Thailands enige, in de openlucht, ronddraaiend luchtdek. De Baiyoke Tower is tot op een diepte van 65 m diep geheid. De Baiyoke Tower heeft 179.400 m² aan oppervlakte in het gebouw, de oppervlakte van 30 voetbalvelden. De bouw werd voltooid in 1997. De antenne werd in 1999 op het gebouw geplaatst.
In de AVRO serie Wie is de Mol? hebben de kandidaten van dit programma van deze toren abgeseild.

## Baiyoke Tower II: Cijfers
| Segment       | Meter    | Voet        |
| ------------- | -------- | ----------- |
| Fundering     | 065.00 m | 213.11 ft   |
| Hoogte        | 309.00 m | 1 013 ft    |
| Antenne/ mast | 034.35 m | 112.62 ft   |
| Totale hoogte | 343.35 m | 1 125.62 ft |